# Sellos de España en 2005
Los sellos de España en el año 2005 fueron puestos en circulación por la Sociedad Estatal Correos y Telégrafos de España (la impresión se realizó en la Fábrica Nacional de Moneda y Timbre). En total se emitieron 83 sellos postales (5 en hoja bloque), comprendidos en 36 series filatélicas de temáticas diversas.

## Descripción
| Fecha de emisión | Nombre de la serie y/o del sello (descripción) | Dimensiones (mm)                      | Valor facial (en €) |
| ---------------- | --- | ------------------------------------- | ------------------- |
| 03.01            | «El circo» Ocho sellos que reproducen obras del pintor salmantino Manolo Élices 1) Descanso | 24,5 × 35                             | A                   |
| 03.01            | 2) Madame Lis | 24,5 × 35                             | A                   |
| 03.01            | 3) Dúo Cristel | 24,5 × 35                             | A                   |
| 03.01            | 4) Hermanos Tonys | 24,5 × 35                             | A                   |
| 03.01            | 5) Fani y Tini | 24,5 × 35                             | A                   |
| 03.01            | 6) Konis en la cuerda floja | 24,5 × 35                             | A                   |
| 03.01            | 7) Troupe silis | 24,5 × 35                             | A                   |
| 03.01            | 8) Le salía fuego | 24,5 × 35                             | A                   |
| 12.01            | «Constitución Europea» 1) La bandera de la Unión Europea con el nombre 'Constitución Europea' al centro y su traducción en catalán, vasco y gallego en los extremos | 40,9 × 28,8                           | 0,28                |
| 14.01            | «Serie básica» 1) La efigie del rey Juan Carlos I en color verde lima | 24,88 × 28,8                          | 0,28                |
| 14.01            | 2) La efigie del rey Juan Carlos I en color púrpura | 24,88 × 28,8                          | 0,53                |
| 14.01            | 3) La efigie del rey Juan Carlos I en color magenta | 24,88 × 28,8                          | 0,78                |
| 14.01            | 4) La efigie del rey Juan Carlos I en color marrón | 24,88 × 28,8                          | 1,95                |
| 17.01            | «Árboles monumentales» 1) El ahuehuete (Taxodium mucronatum) del Parque del Retiro de Madrid | 28,8 × 40,9                           | 0,78                |
| 26.01            | «Valores cívicos» Dos sellos con motivos alusivos a diversos valores cívicos 1) La seguridad vial | 40,9 × 28,8                           | 0,28                |
| 26.01            | 2) La donación de sangre | 40,9 × 28,8                           | 0,53                |
| 28.01            | «Serie básica» 1) La efigie del rey Juan Carlos I en color anaranjado | 24,88 × 28,8                          | 0,35                |
| 28.01            | 2) La efigie del rey Juan Carlos I en color azul cobalto | 24,88 × 28,8                          | 0,40                |
| 28.01            | 3) La efigie del rey Juan Carlos I en color marrón metálico | 24,88 × 28,8                          | 2,21                |
| 03.02            | «Centenarios» 1) La portada del Rectorado de la Universidad de Sevilla (antigua Real Fábrica de Tabacos) en ocasión de sus 500 años de existencia | 28,8 × 40,9                           | 0,28                |
| 03.02            | 2) Reproducción de la carátula de la farmacopea Officina Medicamentorum (1603), autorizada por el rey Felipe III como la Primera Real Farmacopea Española | 28,8 × 40,9                           | 0,28                |
| 14.02            | «Para los niños - canciones y cuentos populares» (HB) 8 sellos con ilustraciones alusivas a canciones populares infantiles En la hoja bloque se muestra además parte de la letra de algunas de estas canciones 1) Al levantar un lancha | 28,8 × 40,9 (144 × 122,7)             | 0,28                |
| 14.02            | 2) Aquí te espero | 28,8 × 40,9 (144 × 122,7)             | 0,28                |
| 14.02            | 3) Cuatro esquinitas | 28,8 × 40,9 (144 × 122,7)             | 0,53                |
| 14.02            | 4) El patio de mi casa | 28,8 × 40,9 (144 × 122,7)             | 0,53                |
| 14.02            | 5) Estaba la pájara pinta | 28,8 × 40,9 (144 × 122,7)             | 0,28                |
| 14.02            | 6) Los pollitos cantan | 28,8 × 40,9 (144 × 122,7)             | 0,78                |
| 14.02            | 7) Para entrar en clase | 28,8 × 40,9 (144 × 122,7)             | 0,78                |
| 14.02            | 8) Pero mira cómo beben | 28,8 × 40,9 (144 × 122,7)             | 0,53                |
| 25.02            | «Juvenia 2005» 1) Diseño ganador de la XIX Exposición Nacional de Filatelia Juvenil Juvenia 2005 celebrada en Tordera (Barcelona); el sello muestra la torre de la Iglesia de Sant Esteve de la localidad catalana | 28,8 × 40,9                           | 0,28                |
| 01.03            | «Deportes» 1) Con motivo del centenario de la fundación del Sevilla Fútbol Club: la palabra 'Cien' en letras blancas sobre fondo rojo (colores del equipo) | 40,9 × 28,8                           | 0,35                |
| 01.03            | 2) Con motivo del centenario de la fundación del Real Sporting de Gijón: un futbolista con el uniforme del equipo | 28,8 × 40,9                           | 0,40                |
| 01.03            | 3) El logotipo de los XV Juegos Mediterráneos celebrados en Almería entre el 24 de junio y el 3 de julio | 28,8 × 40,9                           | 0,78                |
| 15.04            | «Europa 2005» 1) Serie anual a cargo de PostEurop, ese año bajo el tema La gastronomía; en el sello se puede ver un plato con jamón serrano, una copa de vino tinto y un pan | 40,9 × 28,8                           | 0,53                |
| 18.04            | «Personajes» 1) Retrato del escritor andaluz Juan Valera, autor clave de la Generación del 68 | 28,8 × 40,9                           | 2,21                |
| 22.04            | «IV centenario de la publicación de “El Quijote”» (HB) Cuatro sellos que ilustran escenas de la obra maestra de Cervantes, Don Quijote de la Mancha 1) «La ínsula prometida» | 28,8 × 40,9 (78 × 105)                | 0,28                |
| 22.04            | 2) «La aventura de los molinos de viento» | 28,8 × 40,9 (78 × 105)                | 0,53                |
| 22.04            | 3) «El escuadrón de ovejas» | 28,8 × 40,9 (78 × 105)                | 0,78                |
| 22.04            | 4) «El encantamiento» | 28,8 × 40,9 (78 × 105)                | 2,21                |
| 26.04            | «150º aniversario del telégrafo en España» 1) Un telégrafo | 40,9 × 28,8                           | 0,28                |
| 28.04            | «Año Mundial de la Física» 1) El logotipo oficial del Año de la Física, cuya representación gráfica corresponde al cono de luz, y la fórmula de la relación masa-energía desarrollada por el científico Albert Einstein | 28,8 × 40,9                           | 0,28                |
| 09.05            | «Patrimonio nacional» (HB) 1) Un abanico plegable del siglo XIX, decorado con flores y guirnaldas, perteneciente al Palacio Real de Aranjuez | 70,56 × 49,9 –triángulo– (163 × 91,3) | 0,28                |
| 09.05            | 2) Un abanico plegable del siglo XVIII, que reproduce una estampa popular madrileña y pertenece a la colección del Palacio Real de Madrid | 70,56 × 49,9 –triángulo– (163 × 91,3) | 0,53                |
| 09.05            | 3) Un abanico plegable del siglo XVIII, decorado con escenas mitológicas de ninfas, amorcillos y faunos, perteneciente al Palacio Real de Aranjuez | 70,56 × 49,9 –triángulo– (163 × 91,3) | 0,78                |
| 16.05            | «Diarios centenarios» 1) Motivo alusivo al 124.º aniversario de la fundación del periódico Diario Palentino, que muestra una imagen del Cristo del Otero, el escudo de la ciudad de Palencia y un gallo, como símbolo de los vendedores de periódicos | 28,8 × 40,9                           | 0,78                |
| 16.05            | 2) Motivo alusivo al 112.º aniversario de la fundación del periódico Última hora de Palma de Mallorca, que muestra un ejemplar del periódico doblado | 40,9 × 28,8                           | 1,95                |
| 16.05            | 3) Dibujo alusivo al 112.º aniversario de la fundación del periódico Diario de Ibiza, que muestra un diseño con motivos marinos y arquitectónicos | 40,9 × 28,8                           | 2,21                |
| 13.06            | «Paradores de turismo» 1) El Parador de Oropesa en la localidad homónima (Toledo) | 40.9 × 28,8                           | 1,95                |
| 20.06            | «Exfilna 2005 - Alicante» (HB) 1) Vista de la torre del Homenaje del Castillo de Santa Bárbara con motivo de la XLIII Exposición Filatélica Nacional (Exfilna), celebrada en Alicante La hoja bloque muestra una vista panorámica de Alicante, en cuyo primer plano puede verse su playa y un paseo con palmeras y edificios, y como fondo el monte Benacantil                                                        | 28.8 × 40,9 (78 × 105)                | 2,21                |
| 04.07            | «Castillos» 1) El Castillo de Alcaudete en la localidad homónima (provincia de Jaén) | 40,9 × 28,8                           | 0,78                |
| 04.07            | 2) El Castillo de Molina de Aragón en la localidad homónima (Guadalajara) | 40,9 × 28,8                           | 1,95                |
| 04.07            | 3) El Castillo de Valderrobres en la localidad homónima (Teruel) | 40,9 × 28,8                           | 2,21                |
| 11.07            | «Identificación del recién nacido» 1) Diseño alusivo a la identificación del recién nacido por medio de sus huellas dactilares, en el que se puede observar un bebé a gatas sobre una huella dactilar y, al lado, el logotipo de Interpol, la bandera española y el emblema institucional de la Policía Nacional | 40,9 × 28,8                           | 0,28                |
| 01.09            | «Día del Sello – El cartero» 1) Diseño alusivo que muestra a dos carteros efectuando su trabajo | 28,8 × 40,9                           | 0,28                |
| 07.09            | «Naturaleza» 1) La Iglesia de Nuestra Señora de la Asunción en la localidad de El Pont de Suert (Lérida) ante un paisaje del parque nacional de Aigüestortes | 40,9 × 28,8                           | 0,28                |
| 16.09            | «Para los niños - Los Lunnis» Ocho sellos dedicados a la serie de televisión infantil Los Lunnis emitida por La 2 de TVE desde 2003 1) Lucho | 24,5 × 35,0                           | 0,28                |
| 16.09            | 2) La casa de Lucho | 24,5 × 35,0                           | 0,28                |
| 16.09            | 3) Lulila | 24,5 × 35,0                           | 0,28                |
| 16.09            | 4) La casa-nave de Lulila | 24,5 × 35,0                           | 0,28                |
| 16.09            | 5) Lupita | 24,5 × 35,0                           | 0,28                |
| 16.09            | 6) Lupita en la cama | 24,5 × 35,0                           | 0,28                |
| 16.09            | 7) Lublú | 24,5 × 35,0                           | 0,28                |
| 16.09            | 8) La casa de Lublú | 24,5 × 35,0                           | 0,28                |
| 20.09            | «Deportes» 1) El logotipo del Campeonato Mundial de Ciclismo en Ruta, celebrado en Madrid entre el 20 y el 25 de septiembre de 2005 | 40,9 × 28,8                           | 0,78                |
| 08.10            | «Exposición Mundial de Filatelia - España 2006» 1) El logotipo oficial de la Exposición Mundial de Filatelia España 2006, celebrada en Málaga entre 7 y el 13 de octubre de 2006 | 40,9 × 28,8                           | 0,53                |
| 10.10            | «Jardines» 1) Jardines del Palacio Real de La Granja de San Ildefonso | 40,9 × 28,8                           | 0,78                |
| 10.10            | 2) El Jardín del Príncipe (Bagh-e Shazdeh) cerca de la ciudad de Kermán (Irán) | 40,9 × 28,8                           | 2,21                |
| 13.10            | «XV Cumbre Iberoamericana» 1) La fachada de la Universidad de Salamanca, con la estatua de Fray Luis de León en primer plano, con motivo de la celebración de la XV Cumbre Iberoamericana en Salamanca entre el 14 y el 15 de octubre | 40,9 × 28,8                           | 0,78                |
| 14.10            | «UPAEP 2005» 1) Un dibujo que muestra cinco manos, una con un lápiz, otra con un pedazo de pan, otra con una llave inglesa y las últimas dos en actitud de pedir algo, es el diseño elegido por España para la emisión conjunta de la UPAEP de ese año bajo el tema de "Lucha contra la pobreza" | 33,2 × 49,8                           | 0,78                |
| 20.10            | «Centenarios» 1) Con motivo de la celebración del quinto centenario de la fundación de la población de La Orotava (Tenerife), el sello reproduce el escudo y la fachada del Ayuntamiento, antepuestos a la real cédula de Felipe IV por la que se le concedió a La Orotava el título de Villa exenta | 28,8 × 40,9                           | 2,21                |
| 20.10            | 2) Con motivo del 150.º aniversario de la primera edición de sellos españoles para Cuba y Puerto Rico, el sello reproduce una carta circulada de La Habana a Santander en 1855 y un sello con la efigie de la reina Isabel II en color verde y con valor facial de medio real de plata | 40,9 × 28,8                           | 2,21                |
| 20.10            | «25º aniversario de los Premios Príncipe de Asturias» 1) El emblema de la Fundación Príncipe de Asturias y la estatuilla del premio En el minipliego se encuentran ocho viñetas sin valor postal con motivos alusivos a cada una de las categorías de los Premios: Artes, Ciencias Sociales, Comunicación y Humanidades, Cooperación Internacional, Investigación Científica y Técnica y Letras, Concordia y Deportes | 40,9 × 24,9                           | 0,28                |
| 24.10            | «Para los jóvenes – Al filo de lo imposible» Seis sellos con motivos alusivos a algunos reportajes de la serie documental Al filo de lo imposible emitida desde 1982 en La 2 de TVE 1) Parte del globo aerostático Pabellón de España | 28,8 × 40,9                           | 0,28                |
| 24.10            | 2) Piragüismo en aguas bravas o rafting | 28,8 × 40,9                           | 0,28                |
| 24.10            | 3) Alpinismo en una cumbre nevada | 28,8 × 40,9                           | 0,28                |
| 24.10            | 4) Espeleobuceo o submarinismo en cuevas marinas | 28,8 × 40,9                           | 0,28                |
| 24.10            | 5) Trekking en la tundra polar | 28,8 × 40,9                           | 0,28                |
| 24.10            | 6) Escalada | 28,8 × 40,9                           | 0,28                |
| 31.10            | «Navidad 2005» 1) La adoración de los Reyes del pintor Francisco Ribalta, que se conserva en la Iglesia de San Jaime Apóstol (Algemesí) de Algemesí (Valencia) | 28.8 × 40.9                           | 0,28                |
| 31.10            | 2) Los tres Reyes Magos del pintor maño Pablo García López Alexis | 28.8 × 40.9                           | 0,53                |
| 02.11            | «Vidrieras» (HB) 1) Una vidriera de la Catedral de Ávila con el rostro de San Pablo La hoja bloque reproduce parte de las vidrieras de la Capilla Mayor de esta Catedral | 28,8 × 40,9 (78 × 105)                | 2,21                |
| 03.11            | «X Conferencia Euromediterránea» 1) Una vista de la entrada por el mar al puerto de Barcelona y el logotipo de la Euromed, con motivo de la celebración de la Cumbre Euromediterránea en Barcelona entre el 27 y el 28 de noviembre de 2005 | 40,9 × 28,8                           | 0,53                |
| 04.11            | «V Centenario de las Cortes de Toro» 1) Retrato de Juana I de Castilla, obra de un pintor anónimo falmenco, que se conserva en el Museo Nacional de Escultura de Valladolid, en conmemoración del V Centenario de las Cortes de Toro | 28,8 × 40,9                           | 0,28                |